# Рижій сійний
Рижій сійний, рижій посівний (Camelina sativa) — вид рослин з родини капустяних (Brassicaceae), поширений у південній, східній і південно-східній Європі, у помірній, а також у частині тропічної Азії.

## Опис
Однорічна рослина 30–80 см заввишки. Стебла трохи запушені короткими гіллястими волосками, іноді з домішкою простих, негусто облиствені. Стручечки оберненояйцеподібні, з округлою верхівкою і вузькою облямівкою, до дозрівання не розкриваються, 7–10 мм завдовжки і 4–6 мм завширшки. Однорічна або дворічна трава. Рослина заввишки 30–100 см, гола або рідко волосиста. Чашолистки завдовжки 2.5–3.2 мм. Віночок довжиною 4–5 мм, від жовтого до світло-жовтого кольору. Насіння завдовжки 1.5–2 мм, від червонуватого до червонувато-жовтого кольору.

## Поширення
Поширений у південній, східній і південно-східній Європі, у помірній Азії на схід до Далекого Сходу Росії, а також у частині тропічної Азії (Індія, пакистан); натуралізований у Тунісі, Японії, Кореї, Канаді, США, Аргентині, Уругваї, Норвегії, Фінляндії, Естонії, Латвії, Литві, Польщі, Румунії; інтродукований до деяких інших країн західної та середньої Європи; також культивується.
Вид значно відступив після активізації сільського господарства. Є під критичною загрозою зникнення (CR) у Словаччині; у Червоному списку Чехії (2012) занесений як зниклий, але в останні роки він знову з'являється навколо м. Зноймо.
В Україні вид трапляється як бур'ян на б. ч. території.

## Використання
Місцями розводиться.
З насіння виготовляють рижієву олію, багату на корисну для здоров'я Омега-3.

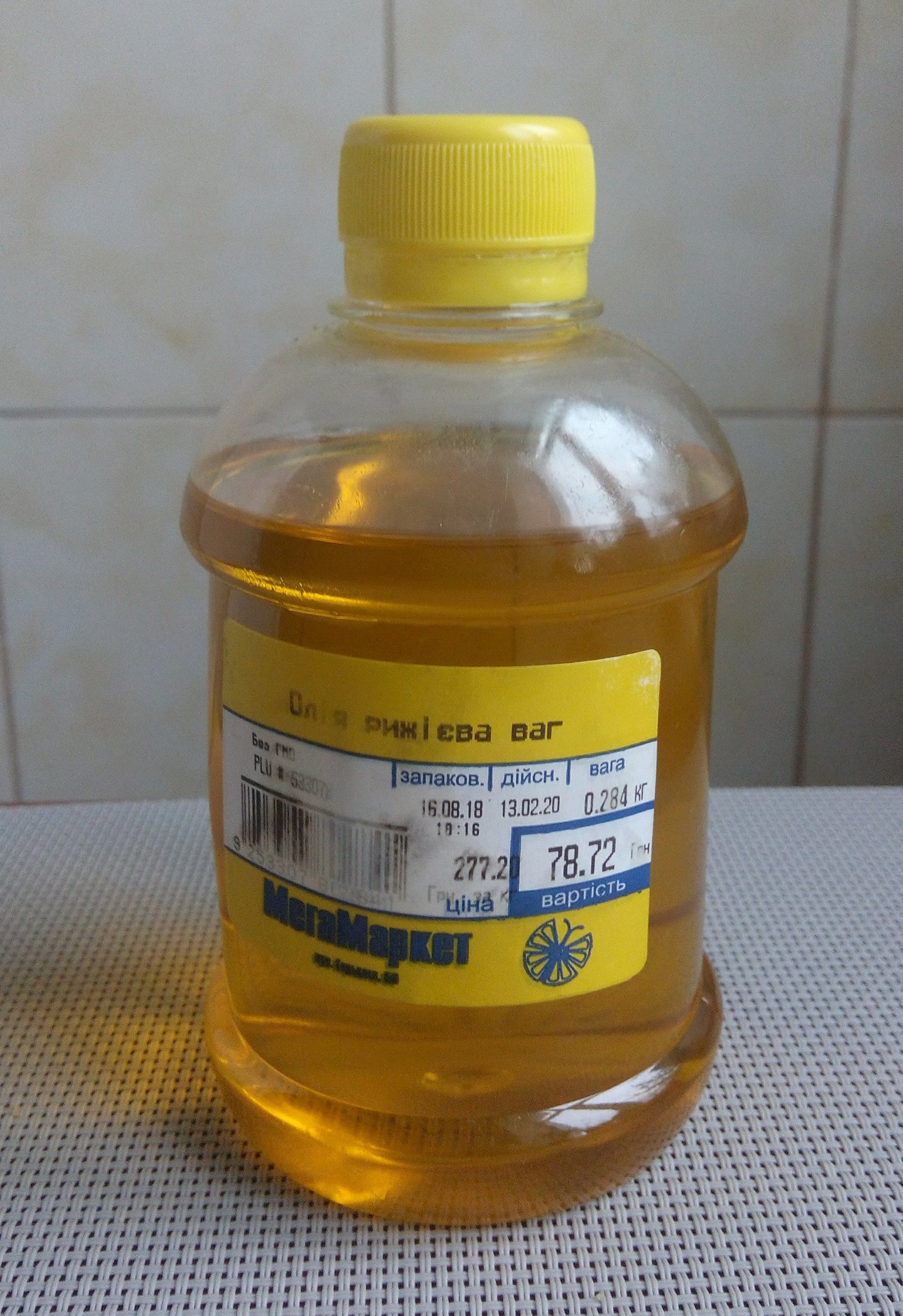
Олія з рижія